# برنارد فرسون
برنارد فرسون (فرانسوی: Bernard Fresson‎؛ ۲۷ مهٔ ۱۹۳۱ – ۲۰ اکتبر ۲۰۰۲) هنرپیشه اهل فرانسه بود. از فیلم‌هایی که وی در آن نقش داشته است، می‌توان به مستأجر، زد، هیروشیما عشق من، ارتباط فرانسوی ۲ و ژرمینال اشاره کرد.